# 줄 번호
줄 번호 또는 행 번호, 라인 넘버(line number)는 컴퓨팅에서 텍스트 파일 내의 일련의 특정 문자들을 가리키는데 사용되는 방식이다. 줄에 번호를 할당하는 가장 일반적인 방식은 모든 줄을 고유 번호로 할당하는 것인데, 첫 줄은 1로 시작하고 이어지는 줄마다 1씩 증가시키는 것이다.
줄 번호는 GW-BASIC과 같은 일부 오래된 프로그래밍 언어에서 필수적인 문법 요소였다. 이에 대한 주된 이유는 당시 대부분의 운영 체제에 상호작용적인 문서 편집기가 부족했기 때문이다. 즉, 프로그래머의 인터페이스가 라인 에디터에 국한되는 것이 보통이었으므로 줄 번호는 소스 코드의 어느 줄이 편집을 위해 참조되는지, 또 프로그래머가 특정 지점에 새 줄을 추가하는 것에 대한 매커니즘을 제공하였다.
현대의 운영 체제에서 상호작용적인 문서 편집이 널리 보편화됨에 따라 줄 번호는 대부분의 프로그래밍 언어의 기능은 아니다.

## 줄 번호와 GOTO
베이직과 포트란과 같은 비구조화 프로그래밍 언어에서 줄 번호는 분기문을 규정하는데 사용되었다. 이를테면 다음과 같다:
```
1
 
X
=
0

2
 
IF
 
X
 
=
 
42
 
GOTO
 
5

3
 
X
 
+=
 
1

4
 
GOTO
 
2

5
 
PRINT
 
"X is finally 42!"

```

GOTO 스타일의 분기는 스파게티 코드의 개발로 이어질 수 있다.

## 줄 번호와 문법 오류
프로그래머가 프로그램 안에 구문 오류를 추가하는 경우 컴파일러나 인터프리터는 프로그래머에게 해당 줄에 대해 컴파일 또는 실행의 실패를 알려준다. 프로그래머가 오류를 찾는 일을 단순화시켜 준다.